# Dichromodes gypsotis
Dichromodes gypsotis là một loài bướm đêm trong họ Geometridae.